# Iekaterina Petrova
Iekaterina Petrova (en russe : Екатерина Петрова) est une joueuse de volley-ball russe née le 27 novembre 1993 à Saint-Pétersbourg. Elle mesure 1,91 m et joue au poste d'attaquante. Elle totalise 9 sélections en équipe de Russie.

## Clubs
| Club          | De        | À         |
| ------------- | --------- | --------- |
| Leningradka-2 |           | 2009-2010 |
| Leningradka   | 2010-2011 | …         |